# Waterbury (Vermont)
Waterbury es un pueblo ubicado en el condado de Washington en el estado estadounidense de Vermont. En el año 2010 tenía una población de 5,064 habitantes y una densidad poblacional de 39.3 personas por km².

## Geografía
Waterbury se encuentra ubicado en las coordenadas 44°20′15″N 72°45′20″O / 44.33750, -72.75556.

## Demografía
Según la Oficina del Censo en 2000 los ingresos medios por hogar en la localidad eran de $44,940 y los ingresos medios por familia eran $60,547. Los hombres tenían unos ingresos medios de $35,566 frente a los $25,838 para las mujeres. La renta per cápita para la localidad era de $25,858. Alrededor del 6.1% de la población estaban por debajo del umbral de pobreza.